# Dywizja Grenadierów Ostpreußen 1
Dywizja Grenadierów Ostpreußen 1, niem. Grenadier-Division Ostpreußen 1 – jedna z niemieckich dywizji grenadierów. Utworzona w lipcu 1944 jako dywizji 29 fali mobilizacyjnej. Już w sierpniu tego roku przekształcona w 561 Dywizję Grenadierów Ludowych.

## Skład
- pułk grenadierów Ostpreußen 1
- pułk grenadierów Ostpreußen 2
- pułk artylerii Ostpreußen 1
- jednostki dywizyjne